# Белољин
Белољин је насељено место града Прокупља у Топличком округу. Према попису из 2011.  485 становника а 2022. било је 399 становника (према попису из 1991. било је 657 становника). Процена је да 2023. године насеље има 392 становника.

## Демографија
У насељу Белољин живи 463 пунолетна становника, а просечна старост становништва износи 45,7 година (45,9 код мушкараца и 45,4 код жена). У насељу има 203 домаћинства, а просечан број чланова по домаћинству је 2,80.
Ово насеље је великим делом насељено Србима (према попису из 2002. године), а у последња три пописа, примећен је пад у броју становника.
|  |

| Демографија | Демографија | Демографија |
| Година      | Становника  | Становника  |
| ----------- | ----------- | ----------- |
| 1948.       | 1.343       |             |
| 1953.       | 1.215       |             |
| 1961.       | 1.070       |             |
| 1971.       | 826         |             |
| 1981.       | 769         |             |
| 1991.       | 657         | 650         |
| 2002.       | 569         | 589         |

| Етнички састав према попису из 2002.‍ | Етнички састав према попису из 2002.‍ | Етнички састав према попису из 2002.‍ | Етнички састав према попису из 2002.‍ | Етнички састав према попису из 2002.‍ |
| ------------------------------------ | ------------------------------------ | ------------------------------------ | ------------------------------------ | ------------------------------------ |
|                                      |                                      |                                      |                                      |                                      |
| Срби                                 | Срби                                 |                                      | 563                                  | 98,94%                               |
| непознато                            | непознато                            |                                      | 6                                    | 1,05%                                |

| Година пописа     | 1948. | 1953. | 1961. | 1971. | 1981. | 1991. | 2002. |
| ----------------- | ----- | ----- | ----- | ----- | ----- | ----- | ----- |
| Број домаћинстава | 243   | 223   | 248   | 232   | 254   | 215   | 203   |

| Број чланова      | 1  | 2  | 3  | 4  | 5  | 6  | 7 | 8 | 9 | 10 и више | Просек |
| ----------------- | -- | -- | -- | -- | -- | -- | - | - | - | --------- | ------ |
| Број домаћинстава | 57 | 61 | 21 | 21 | 21 | 17 | 4 | 1 | 0 | 0         | 2,80   |

| Пол    | Укупно | Неожењен/Неудата | Ожењен/Удата | Удовац/Удовица | Разведен/Разведена | Непознато |
| ------ | ------ | ---------------- | ------------ | -------------- | ------------------ | --------- |
| Мушки  | 232    | 48               | 151          | 23             | 9                  | 1         |
| Женски | 249    | 32               | 147          | 60             | 7                  | 3         |
| УКУПНО | 481    | 80               | 298          | 83             | 16                 | 4         |

| Пол    | Укупно                    | Пољопривреда, лов и шумарство | Рибарство                            | Вађење руде и камена | Прерађивачка индустрија       |
| ------ | ------------------------- | ----------------------------- | ------------------------------------ | -------------------- | ----------------------------- |
| Мушки  | 100                       | 21                            | 0                                    | 0                    | 35                            |
| Женски | 56                        | 15                            | 0                                    | 0                    | 19                            |
| УКУПНО | 156                       | 36                            | 0                                    | 0                    | 54                            |
| Пол    | Производња и снабдевање   | Грађевинарство                | Трговина                             | Хотели и ресторани   | Саобраћај, складиштење и везе |
| Мушки  | 2                         | 6                             | 6                                    | 4                    | 9                             |
| Женски | 0                         | 0                             | 10                                   | 3                    | 1                             |
| УКУПНО | 2                         | 6                             | 16                                   | 7                    | 10                            |
| Пол    | Финансијско посредовање   | Некретнине                    | Државна управа и одбрана             | Образовање           | Здравствени и социјални рад   |
| Мушки  | 0                         | 0                             | 9                                    | 2                    | 3                             |
| Женски | 2                         | 0                             | 2                                    | 0                    | 4                             |
| УКУПНО | 2                         | 0                             | 11                                   | 2                    | 7                             |
| Пол    | Остале услужне активности | Приватна домаћинства          | Екстериторијалне организације и тела | Непознато            | Непознато                     |
| Мушки  | 1                         | 0                             | 0                                    | 2                    | 2                             |
| Женски | 0                         | 0                             | 0                                    | 0                    | 0                             |
| УКУПНО | 1                         | 0                             | 0                                    | 2                    | 2                             |

## Галерија
- Белољин , раскрсница 2023.
- Стовариште 2023.
- Куће поред улице 2023.
- Кућа 2023.